# 皇甫無逸
皇甫無逸（567年—627年），字仁俭，京兆万年人，隋朝、唐朝官员。

## 生平
皇甫无逸的父亲是皇甫诞，为隋朝并州总管府司马。仁寿末年，汉王杨谅反叛，逼迫他而不从命，于是被杀。皇甫无逸在长安，听闻事变立刻放声号哭，人们询问缘故，他回答说：“我父亲生平重视节义，一定不会苟且免难的。”不久其父的讣告送到了。当时五等爵制已经废除，隋炀帝杨广赞扬皇甫诞的忠心，专门封皇甫无逸为平舆侯，追赠皇甫诞为柱国、弘义郡公。
皇甫无逸历任淯阳太守，政绩为天下优等，二次升任后为右武卫将军。皇帝巡视江都，下诏命他驻守洛阳。隋炀帝杨广被杀后，他就与段达、元文都立越王杨侗为帝。后王世充篡位，皇甫丢下母亲妻子，杀出关门独自归顺朝廷。追他的骑兵赶了上来，皇甫无逸回头对他们说：“我宁愿死，始终不会与你们一同反叛的。”解下金带丢到地上，说：“把这送给你们，不要再阻拦我了。”骑兵争着下马抢金带，因此获免。
唐高祖李渊因皇甫无逸本是隋朝旧功臣，待他非常尊敬，授任刑部尚书，封滑国公。历任陕东道行台民部尚书，升任御史大夫。当时蜀地刚刚平定，官吏大多纵肆横行，民不聊生，下诏命皇甫无逸持符节前去巡视抚慰，可以承受诏命授任官吏。皇甫罢除贪暴，任用廉吏，法令严明，蜀人得以安宁。
有小人皇甫希仁陷害皇甫无逸，诬告皇甫无逸为其母暗中结交王世充。唐高祖判明其中的伪诈，杀了皇甫希仁，然后派给事中李公昌将此事告诉了皇甫无逸。后又有人诬告皇甫无逸勾结萧铣。当时皇甫无逸与西南道行台仆射窦琎不合，皇甫上表为自己辩述，并弹劾窦璡之罪。唐高祖派刘世龙、温彦博审查该事，没有证据，就杀了诬告的人并罢黜了窦琎。唐高祖慰劳皇甫说：“以前有许多人诋毁诬告你，只是因你正直而被奸佞小人憎恨罢了。”皇甫无逸叩头谢恩，高祖道：“卿没有辜负我，为什么要谢恩？”
回朝，授任为民部尚书，外任同州刺史，改任益州大都督府长史。其母在长安病重，唐太宗李世民命人从驿道兼程前去召他返回看望，他忧虑不安吃不下饭，在路上染病而死。追赠礼部尚书，谥号为孝。王珪驳斥道：“皇甫无逸入蜀却未能带母亲一同前往，留下母亲一人死在京城，为子之道不足以称颂，不能叫做孝。”于是改谥为良。

## 轶事
皇甫无逸为人廉洁正直。其所到之处各户都闭门不交宾客，左右的人不敢随便出入，所需物品都从辖境以外买来。一次巡视境内，留宿民家，灯炷燃尽，主人想要续上，但皇甫无逸已经抽出佩刀割断自己衣服的带子作为灯炷。皇甫为官也非常小心谨慎，每次上表章，读了数十遍还不放心，使者上路，追回后再三检查才许其派遣。

## 家庭

### 高祖
- 皇甫重华，北魏使持节、龙骧将军、梁州剌史

### 曾祖
- 皇甫邕，北魏雍州赞治，赠使持节、散骑常侍、车骑大将军、仪同三司、胶泾二州刺史

### 祖父
- 皇甫璠，北周使持节、骠骑大将军、开府仪同三司、随州刺史、长乐恭侯

### 父亲
- 皇甫诞，隋朝仪同三司、并州总管府司马，赠柱国、左光禄大夫，封弘义郡公，食邑五千户，谥号明公

### 兄弟
- 皇甫无易，唐朝曹王府司马、上骑都尉

### 夫人
- 李德，字静主，追尊唐景帝李虎曾孙女，蔡王李蔚孙女，济王李悊之女，封廉平县主[7]

### 子女
- 皇甫吝，唐朝沩州刺史
- 皇甫氏，嫁唐朝朝散大夫、守姚州都督府长史、轻车都尉、寿陵县开国子柳子阳[8]

## 延伸阅读
[在维基数据编辑]
 《舊唐書·卷62》，出自刘昫《舊唐書》
 《新唐書/卷091》，出自《新唐書》